# Curtis Peagler
Curtis Peagler (Cincinnati, 17 september 1929 - Los Angeles, 19 december 1992) was een Amerikaanse jazzsaxofonist (alt- en tenorsaxofoon).
Curtis Peagler groeide op in Ohio, zijn spel op de altsaxofoon werd beïnvloed door Charlie Parker, Eddie 'Cleanhead' Vinson en Louis Jordan. Op zijn dertiende begon hij op de C-melody-saxofoon en hij speelde op de alt in de groep Sons of Rhythm, in territory-bands en in de begeleidingsgroep van zangeres Big Maybelle. Na zijn diensttijd in het leger (1953-1955) studeerde hij twee jaar aan het Cincinnati Conservatory, tevens speelde hij daar met lokale groepen.
In 1959/60 maakte hij met hulp van Eddie Lockjaw Davis zijn eerste opnames voor Prestige Records (Disciples Blues). Hij nam op met Lem Winchester en trad op met zijn groep Modern Jazz Disciples, waarmee hij ook voor Columbia opnam. In 1962 verhuisde hij naar Los Angeles, waar hij als freelancer werkte. In 1966–1967 en 1969 speelde hij in de begeleidingsgroep van Ray Charles, tevens was hij actief met Big Black. Tussen 1971 en 1978 toerde hij meerdere keren met de bigband van Count Basie en begeleidde hij Ella Fitzgerald. Hij richtte in Los Angeles het platenlabel Sea Pea Records op, waarvoor hij met eigen groepen opnam. Tevens speelde hij mee op albums voor Pablo Records, o.m. met Harry Sweets Edison (For My Pals) en Big Joe Turner. Curtis Peagler speelde midden jaren 80 in Jeannie en Jimmy Cheatham's Sweet Baby Blues Band en werkte mee aan meerdere albums van deze swingband voor het label Concord. In 1989 werkte hij bij Jimmy Smith, in 1990 met Freddie Redd. In 1999 speelde hij mee op Frank Wess’ Concord-album Entre Nous.

## Discografie (selectie)
- The Modern Jazz Disciples – Right Down Front (New Jazz NJLP 8240, 1959/60) met Curtis Peagler, Bill Brown, Lee Tucker, Slim Jackson en William Welley.